# Ernst Joachim Förster
Ernst Joachim Förster (Münchengosserstädt, 1800. április 8. – München, 1885. április 29.) német festő és művészettörténetíró. 

## Életpályája
Jénában és Berlinben a bölcsészet és hittudományokat tanulta; de később a művészethez fordult, Münchenbe ment, s ott Cornelius útmutatása mellett képezte magát, s részt vett a szoborgyűjtemény (glyptotheca) freskófestéseiben, az udvarkert ívcsarnokai (Wittelsbach Otto) jelenetei festéseiben, valamint segédkezett a bonni aula kifestésében. Később azonban Miksa bajor trónörökös megbízásából Olaszországban tett útjának hatása alatt, művészettörténettel kezdett foglalkozni és Beiträge zur neuern Kunstgeschichte (Lipcse, 1836) c. első művével a tübingeni egyetemen doktori címet nyert. Apósának, Jean Paulnak életét és műveit több munkában ismertette. Schorn halála után Franz Kuglerrel együtt szerkesztette a berlini Kunstblatt-ot és befejezte a Vasari-féle életrajzoknak német fordítását, melyet Schorn kezdett meg (Stuttgart, 1843—49, 6 kötet). 1859-től a müncheni Schiller alapítvány elnöke, valamint a német Schilleralapítvány igazgató tanácsának tagja volt. Összes írásainak gyűjteménye 1863-ban Münchenben jelent meg.

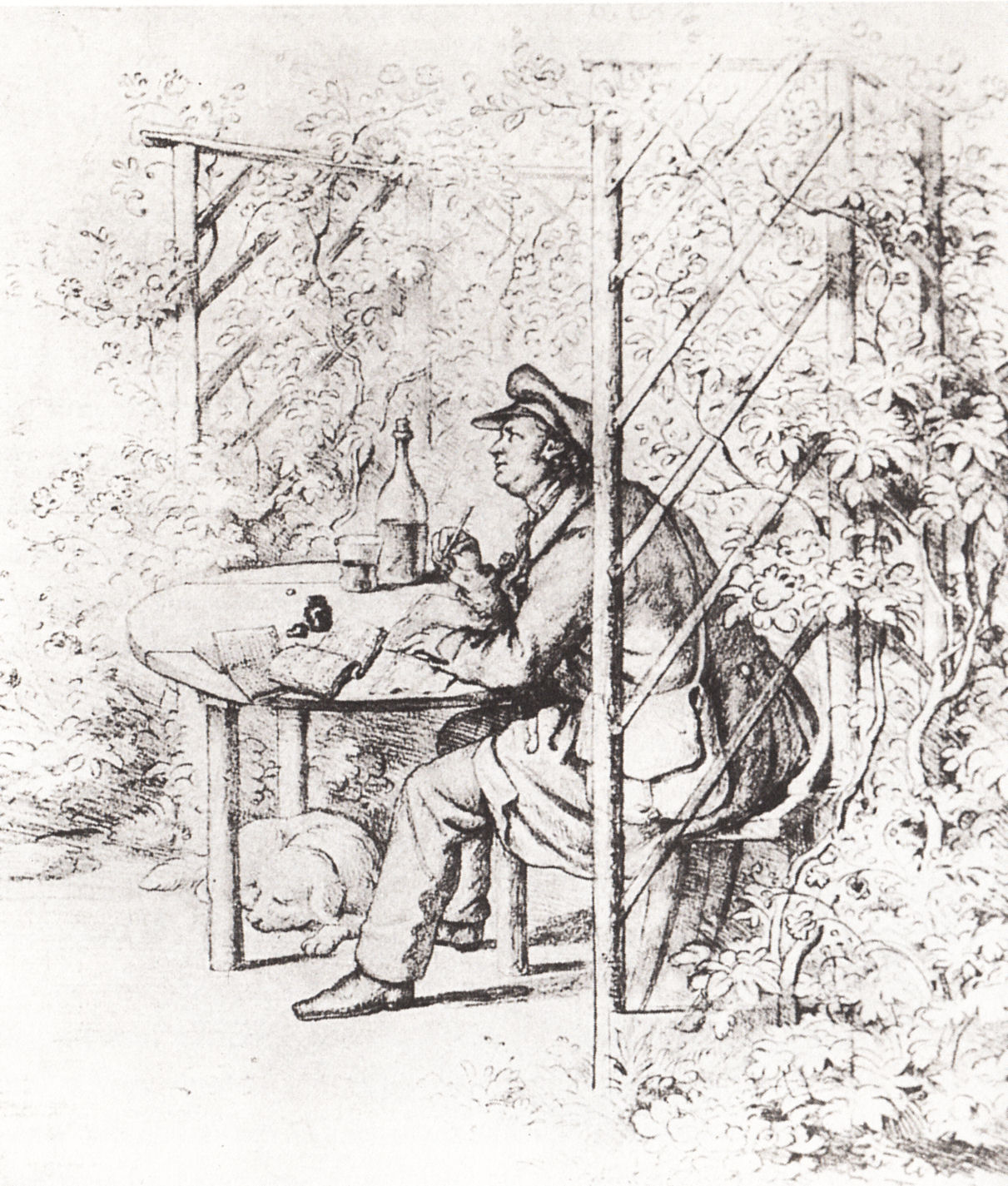
Ernst Förster, Jean Paul portréja (1826)

## Művei
- Beiträge zur neuern Kunstgeschichte (Lipcse, 1836)
- Briefe über Maierei, in Bezug auf die Gemäldesammlungen in Berlin, Dresden, München (Stuttgart, 1838);
- Handbuch für Reisende in Italien (München, 1840);
- Die Wandgemälde der St. Georgenkapelle zu Padua (Berlin, 1841);
- Handbuch für Reisende in Deutschland (München, 1847);
- Leben und Werke des fra Angelico da Fiesole (Regensburg, 1859);
- Vorschule der Kunstgeschichte (Lipcse, 1862);
- Denkmale deutscher Baukunst, Bildnerei und Malerei (Lipcse, 1853—69, 12 kötet);
- Geschichte der deutschen Kunst (Lipcse, 1851—60, 5 kötet);
- Vermischte Schriften (München, 1862);
- Reise durch Belgien nach Paris und Burgund (Lipcse, 1865);
- Raphael (Lipcse, 1867—69, 2 kötet);
- Geschichte der italienischen Kunst (Lipcse, 1869—78 5 kötet);
- Denkmale italienischer Malerei (Lipcse, 1870—82, 4 kötet);
- Die deutsche Kunst in Bild und Wort (Lipcse, 1879)